# Pallenoides proboscideum
Pallenoides proboscideum är en havsspindelart som beskrevs av Barnard, K.H. 1955. Pallenoides proboscideum ingår i släktet Pallenoides och familjen Callipallenidae. Inga underarter finns listade i Catalogue of Life.